# Stephen Bywater
Stephen Michael Bywater, est un ancien footballeur anglais né le 7 juin 1981 à Oldham, Grand Manchester (Angleterre). Il évoluait au poste de gardien de but.

## Biographie

### Prêts à Cardiff City et  Sheffield Wednesday  (2011)
Le 4 mars 2011, Bywater est prêté jusqu'à la fin de la saison au club gallois de Cardiff City, qui évolue en Championship, à un moment où le club, classé 3e de son championnat, lutte pour la promotion en Premier League. Il est alors promu titulaire dans les cages de l'équipe et prend part à 10 rencontres durant cette période.
Revenu à Derby à l'intersaison, il est prêté pendant 93 jours à Sheffield Wednesday, club de League One, qui, satisfait de ses performances, le recrute à titre permanent à l'ouverture du mercato d'hiver 2012, Derby l'ayant laissé libre. Il signe alors un contrat le menant jusqu'à la fin de la saison.
Le 15 août 2014 il est prêté à Gillingham .
Le 13 janvier 2016 il rejoint Burton Albion .

### Résumé de sa carrière sportive
- 1997-1998 : Rochdale AFC -  Angleterre
- 1998-2006 : West Ham -  Angleterre
  - 1999 : Wycombe Wanderers -  Angleterre
  - 1999-2000 : Hull City -  Angleterre
  - 2001 : Wolverhampton Wanderers -  Angleterre
  - 2002 : Cardiff City -  Pays de Galles
  - 2005 : Coventry City -  Angleterre
  - 2006 : Derby County -  Angleterre
- 2006- : Derby County -  Angleterre
  - 2008 : Ipswich Town -  Angleterre
  - mars-juin 2011 : Cardiff City -  Pays de Galles
  - sept.-déc. 2011 : Sheffield Wednesday -  Angleterre
- jan. 2012-2013 : Sheffield Wednesday -  Angleterre
- 2013 - : Millwall